# Bienal de São Paulo

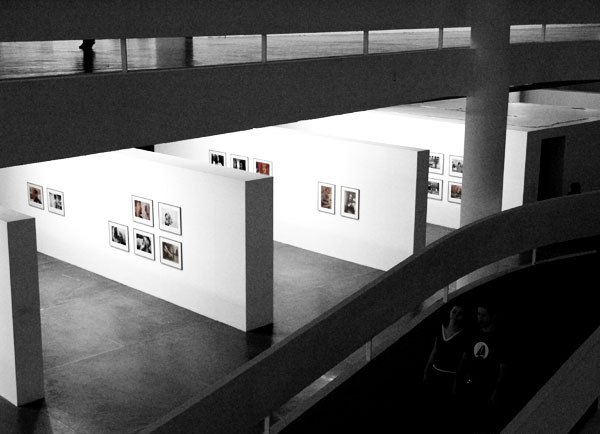
27. Bienal de Sao Paulo - 2006.

La Bienal de São Paulo es una exposición internacional de arte moderno creada en 1951 y celebrada cada dos años en el Pabellón Ciccillo Matarazzo ubicado en el Parque do Ibirapuera de la ciudad de São Paulo, Brasil. Iniciativa del Director del Museo de Arte Moderno de São Paulo, Ciccillo Matarazzo inspirado en la muestra de la Bienal de Venecia con el objetivo inicial de difundir el arte moderno brasileño. Es considerada la segunda Bienal de Artes en importancia después de la Bienal de Venecia. Está considerada una de las principales exhibiciones de arte moderno latinoamericano. En su versión de 2002 (25ª) tuvo seiscientos setenta mil visitantes. Su entrada es gratuita desde el año 2004 (26ª).

## Historia
Fue organizada y financiada desde sus inicios por el Museo de Arte Moderno de São Paulo hasta 1962. Este año se crea la Fundación Bienal de São Paulo y partir de entonces es la encargada principal de organizar la Bienal de São Paulo. Su financiamiento proviene de subvenciones del municipio, el gobierno local y estatal y del sector privado.
Su primer local de exhibición fue el propio Museo. Para ello se construyó un polígono de madera de un área de 1500 m² a las afueras del recinto. El 20 de octubre de 1951 se inauguró exhibiendo unas 1854 obras de 730 artistas provenientes de 23 países. En su 2.ª y 3.ª versiones (1953 y 1955), ocupa el Pabellón de las Naciones y el Pabellón de los Estados teniendo en conjunto un área de 24 000 m². Su local definitiva, el Pabellón Ciccillo Matarazzo, se inaugura para la cuarta edición (1957). El Pabellón fue diseñado por el equipo de arquitectos liderados por Oscar Niemeyer y Hélio Uchôa. Tiene una superficie de aprox. 30 000 m².

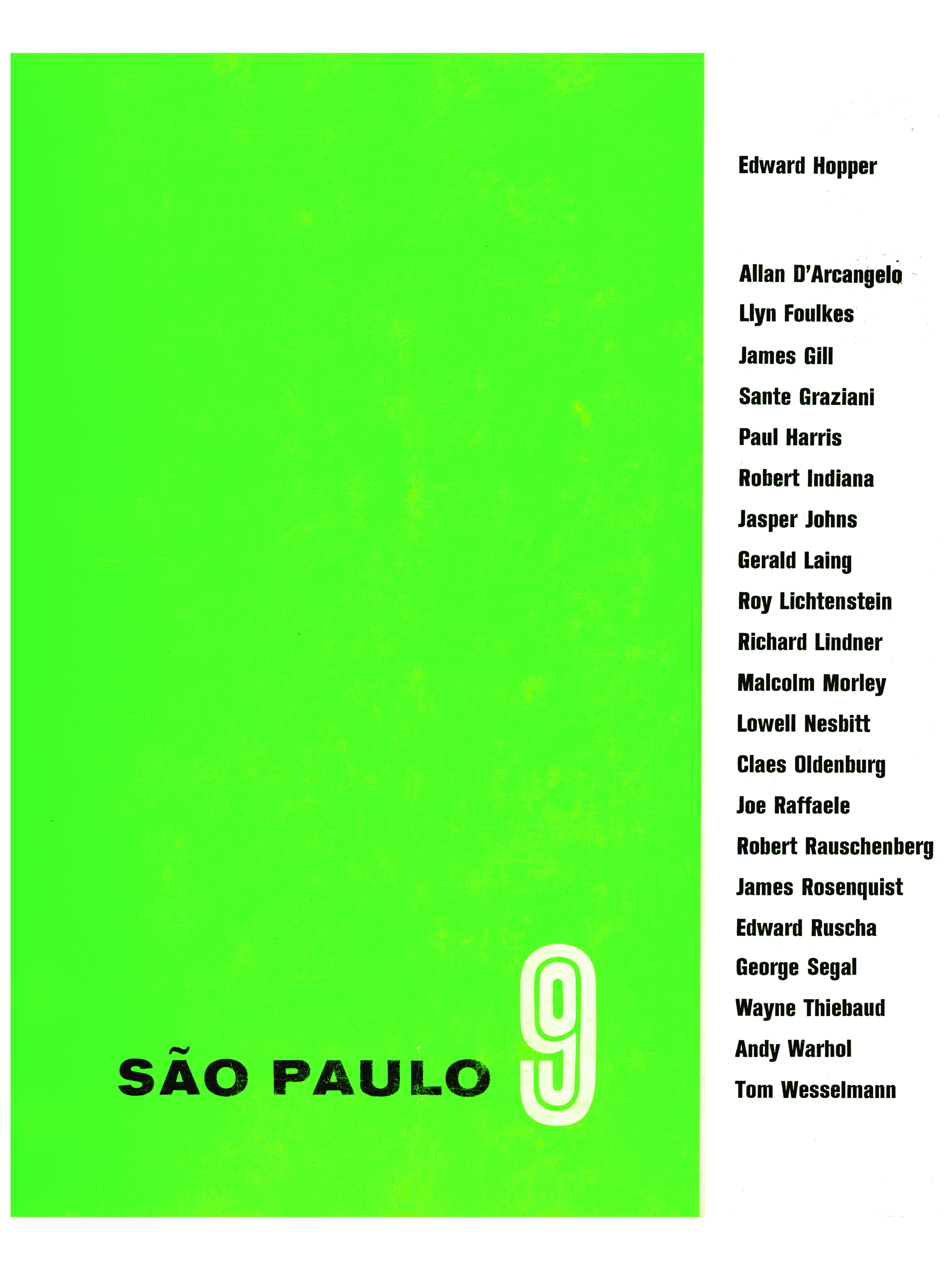
São Paulo 9 (1967)

La exposición se organiza inicialmente de acuerdo a los países participantes. Las versiones entre 1981 (16.ª) y 1987 (19.ª) se organizaron por analogías temáticas propuestas por Walter Zanini y Sheila Leirner. Desde su versión de 1989 vuelve a organizarse en secciones nacionales. Desde la 27a Bienal en 2006, con Lisette Lagnado como curadora en jefe, ya no hay representaciones nacionales. Desde 1973 se realiza también la Bienal Internacional de Arquitectura y Diseño de Sao Paulo.

## Artistas, obras y países
| Título      | Año  | Fechas de celebración               | Directores / Comisarios | Artistas | Obras | Países |
| ----------- | ---- | ----------------------------------- | --- | -------- | ----- | ------ |
| 1.º Bienal  | 1951 | 20 de octubre a 23 de diciembre     | Presidente del Museo de Arte Moderno de São Paulo: Ciccillo Matarazzo Director Artístico: Lourival Gomes Machado | 729      | 1854  | 25     |
| 2.º Bienal  | 1953 | 13 de diciembre a 26 de febrero     | Presidente del Museo de Arte Moderno de São Paulo: Ciccillo Matarazzo Director Artístico: Sérgio Milliet Director Técnico: Wolfgang Pfeiffer | 712      | 3374  | 33     |
| 3.º Bienal  | 1955 | 2 de julio a 12 de octubre          | Presidente del Museo de Arte Moderno de São Paulo: Ciccillo Matarazzo Director Artístico: Sérgio Milliet Director Técnico: Wolfgang Pfeiffer | 463      | 2074  | 31     |
| 4.º Bienal  | 1957 | 22 de septiembre a 30 de diciembre  | Presidente del Museo de Arte Moderno de São Paulo: Ciccillo Matarazzo Director Artístico: Sérgio Milliet Director Técnico: Wolfgang Pfeiffer | 599      | 3800  | 43     |
| 5.º Bienal  | 1959 | 21 de septiembre al 31 de diciembre | Presidente del Museo de Arte Moderno de São Paulo: Ciccillo Matarazzo Director Artístico: Lourival Gomes Machado | 689      | 3804  | 47     |
| 6.º Bienal  | 1961 | 1 de octubre al 31 de diciembre     | Presidente del Museo de Arte Moderno de São Paulo: Ciccillo Matarazzo Director general: Mário Pedrosa | 681      | 4990  | 50     |
| 7.º Bienal  | 1963 | 28 de septiembre al 22 de diciembre | Presidente de la Bienal: Ciccillo Matarazzo Director general: Mário Pedrosa Asesores: Geraldo Ferraz, Sérgio Milliet, Walter Zanini (Artes Plásticas); Aldo Calvo, Sábato Magaldi (Teatro); Jannar Murtinho Ribeiro (Artes Gráficas) | 625      | 4131  | 55     |
| 8.º Bienal  | 1965 | 4 de septiembre al 28 de noviembre  | Presidente de la Bienal: Ciccillo Matarazzo Director general: Mário Pedrosa Asesores: Geraldo Ferraz, Sérgio Milliet, Walter Zanini (Artes Plásticas); Aldo Calvo, Sábato Magaldi (Teatro); Jannar Murtinho Ribeiro (Artes Gráficas) | 653      | 4054  | 54     |
| 9.º Bienal  | 1967 | 22 de septiembre al 8 de diciembre  | Presidente de la Bienal: Ciccillo Matarazzo Asesores para Artes Plásticas: Alfredo Mesquita, Geraldo Ferraz, Henrique E. Mindlin, Jayme Maurício, José Geraldo Vieira, Salvador Candia | 956      | 4638  | 63     |
| 10.º Bienal | 1969 | 27 de septiembre al 14 de diciembre | Presidente de la Bienal: Ciccillo Matarazzo Arte Comité Técnico: Aracy Amaral, Edyla Mangabeira Unger, Frederico Nasser, Mário Barata, Waldemar Cordeiro, Wolfgang Pfeiffer | 446      | 2572  | 53     |
| 11.º Bienal | 1971 | 4 de septiembre al 15 de noviembre  | Presidente de Bienal: Ciccillo Matarazzo Arte Comité Técnico: Antonio Bento, Geraldo Ferraz, Sérgio Ferro | 351      | 2459  | 57     |
| 12.º Bienal | 1973 | 5 de octubre al 2 de diciembre      | Presidente de la Bienal: Ciccillo Matarazzo Secretaría técnica: Antonio Bento, Bethy Giudice, Ciccillo Matarazzo, Mário Wilches, Vilém Flusser | 468      | 2484  | 49     |
| 13.º Bienal | 1975 | 17 de octubre al 14 de diciembre    | Presidente de la Bienal: Ciccillo Matarazzo Consejo para Arte y Cultura: Aldemir Martins, Isabel Moraes Barros, José Simeão Leal, Norberto Nicola, Olívio Tavares de Araújo, Olney Krüse, Wolfgang Pfeiffer | 280      | 1579  | 43     |
| 14.º Bienal | 1977 | 1 de octubre al 30 de noviembre     | Presidente de la Bienal: Oscar Landmann Consejo para Arte y Cultura: Alberto Beuttenmüller, Clarival Prado Valladares, Leopoldo Raimo, Lisetta Levi, Marc Berkowitz, Maria Bonomi, Yolanda Mohalyi | 302      | 476   | 36     |
| 15.º Bienal | 1979 | 3 de octubre al 16 de diciembre     | Presidente de la Bienal: Luiz Fernando Rodrigues Alves Cultural Advisor: Carlos von Schmidt Consejo para Arte y Cultura: Casimiro Xavier de Mendonça, Emmanuel von Lauenstein Massarani, Esther Emílio Carlos, Geraldo Edson de Andrade, João Cândido Martins Galvão Barros, Pedro Manuel Gismondi, Radha Abramo, Wolfgang Pfeiffer             | 158      | 302   | 43     |
| 16.º Bienal | 1981 | 16 de octubre al 20 de diciembre    | Presidente de la Bienal: Luiz Diederichsen Villares General Curator: Walter Zanini Comisarios: Petrônio França, Agnaldo Farias, Samuel Eduardo Leon, Cacilda Teixeira da Costa, Gabriela Suzana, Julio Plaza, Annateresa Fabris, Victor Musgrave, Josette Balsa / Asocia Curators: Roberto Sandoval, Cida Galvão, Marília Saboya, Renata Barros | 213      | 1766  | 32     |
| 17.º Bienal | 1983 | 14 de octubre al 18 de diciembre    | Presidente de Bienal: Luiz Diederichsen Villares Comisario General: Walter Zanini Comisarios: Julio Plaza, Berta Sichel, Walter Zanini, Rui Moreira Leite, Gino Di Maggio, Cine de Nicola / del Norberto Curators: Agnaldo Farias, Samuel Eduardo Leon                                                                                          | 187      | 1650  | 43     |
| 18.º Bienal | 1985 | 4 de octubre al 15 de diciembre     | Presidente de Bienal: Roberto Muylaert Comisario: Sheila Leirner | 214      | 1674  | 45     |
| 19.º Bienal | 1987 | 2 de octubre al 13 de diciembre     | Presidente de la Bienal: Jorge Wilheim Comisario General: Sheila Leirner Comisarios: Ivo Mesquita, Sônia Salzstein-Goldberg, Gabriela S. Más salvaje, Arturo Schwarz, Rafael França, Joice Joppert Leal, Angela Carvalho, Ana Maria Kieffer | 215      | 1740  | 53     |
| 20.º Bienal | 1989 | 14 de octubre al 10 de diciembre    | Presidente de la Bienal: Alex Periscinoto Comisarios: Carlos von Schmidt (Internacional), Stella Teixeira de Barros (Nacional), João Cândido Galvão (Acontecimientos Especiales) | 143      | 1824  | 41     |
| 21ª Bienal  | 1991 | 21 de septiembre al 10 de diciembre | Presidente de la Bienal: Jorge Eduardo Stockler Comisario General: João Cândido Galvão Comisarios: Ana Helena Curti, Gloria Cristina Motta | 144      | 1028  | 32     |
| 22ª Bienal  | 1994 | 12 de octubre al 11 de diciembre    | Presidente de la Bienal: Edemar Cid Ferreira Comisario: Nelson Aguilar | 206      | 972   | 70     |
| 23.º Bienal | 1996 | 5 de octubre al 8 de diciembre      | Presidente de Bienal: Edemar Cid Ferreira Comisario General: Nelson Aguilar Comisario Asociado: Agnaldo Farias | 134      | 1181  | 75     |
| 24.º Bienal | 1998 | 3 de octubre al 3 de diciembre      | Presidente de Bienal: Julio Landman General Curator: Paulo Herkenhoff Asocia Curator: Adriano Pedrosa | 326      | 1140  | 54     |
| 25.º Bienal | 2002 | 23 de marzo al 2 de junio           | Presidente de Bienal: Carlos Bratke General Curator: Alfons Hug Núcleo brasileño Curator: Agnaldo Farias | 194      | 546   | 68     |
| 26.º Bienal | 2004 | 25 de septiembre al 19 de diciembre | Presidente de Bienal: Manoel Francisco Pires da Costa General Curator: Alfons Hug. | 141      | 400   | 61     |
| 27.º Bienal | 2006 | 7 de octubre al 17 de diciembre     | Presidente de Bienal: Manoel Francisco Pires da Costa Comisario: Lisette Lagnado Co-comisarios: Adriano Pedrosa, Cristina Freire, José Roca, Rosa Martínez Comisario Local: Jochen Volz. | 118      | 645   | 51     |
| 28.º Bienal | 2008 | 26 de octubre al 6 de diciembre     | Presidente de Bienal: Manoel Francisco Pires da Costa General Comisario: Ivo Mesquita Co-comisarios: Ana Paula Cohen. | 41       | 54    | 20     |
| 29.º Bienal | 2010 | 25 de septiembre al 12 de diciembre | Presidente de la 29ª Bienal: Heitor Martins Comisarios: Agnaldo Farias, Moacir dos Anjos Comisarios Locales: Chus Martínez, Fernando Alvim, Rina Carvajal, Sarat Maharaj y Yuko Hasegawa. | 159      | 850   | 40     |
| 30.º Bienal | 2012 | 7 de septiembre al 7 de diciembre   | Presidente de Bienal: Heitor Martins Comisario: Luis Pérez-Oramas Co-comisariado: André Severo, Tobi Maier Ayudante Curador: Isabela Villanueva. | 111      | 3796  | 31     |
| 31.º Bienal | 2014 | 6 de septiembre al 7 de diciembre   | Presidente de Bienal: Luis Terepins Comisarios: Charles Esche, Pablo Lafuente, Nuria Enguita Mayo, Galit Eilat, Oren Sagiv Co-comisariado: Benjamin Seroussi y Luiza Proença. | 69       | 81    | 34     |
| 32.º Bienal | 2016 | 7 de septiembre al 11 de diciembre  | Presidente de Bienal: Luis Terepins Comisario: Jochen Volz Co-comisariado: Gabi Ngcobo, Júlia Rebouças, Lars Estrépito Larsen y Sofía Olascoaga. | 81       | 415   | 33     |